# Космајско-посавски партизански одред
Космајско-посавски народноослободилачки партизански (НОП) одред је био партизанска јединица у саставу Народноослободилачке војске и партизанских одреда Југославије током Другог светског рата у Југославији.

## Историјат
Формиран је 7. јула 1941. на планини Космају од 15 бораца; неколико дана касније имао је 35 бораца. Одмах је почео са мањим акцијама и до краја јула 1941. разоружао готово све жандармеријске станице и спалио општинске архиве у космајском срезу и Посавини, кидао телефонско-телеграфаске линије, рушио железничке станице у Раљи, Рипњу и Белом Потоку; железничку пругу између Београда и Младеновца. За то време Одред је нарастао на пет чета са укупно 300—250 бораца. Како су дејства посавских чета била усмерена на подручје Посавине, а космајских на Подунавље и рејон Младеновца, 31. јула 1941. Одред је реорганизован у Космајски и Посавски НОП одред.